# Juan Carlos Núñez (futbolista)
Juan Carlos Núñez (Guadalajara, Jalisco, México, 18 de abril de 1983) es un exfutbolista mexicano. Jugaba de lateral derecho y se retiró en el Club Tijuana en la Primera División de México.

## Trayectoria
Surgido de las fuerzas básicas del Deportivo Toluca. Comenzó su carrera profesional con el Atlético Mexiquense (filial de Toluca) en la Primera "A" el 17 de agosto de 2003 contra los Dorados de Sinaloa.
Su debut en la Primera División de México se produjo el 14 de agosto de 2004 en la visita del Toluca a Necaxa en el Estadio Victoria de Aguascalientes. Aquel partido lo ganó Toluca por 1 a 0. 
Debutó con Toluca en la Copa Libertadores 2007 el 21 de febrero en el triunfo de visita al Cienciano por 2 goles a 1. 
Llegó al Club Tijuana Xoloitzcuintles de Caliente como refuerzo para el Apertura 2008. Su debut se produjo el 20 de julio de 2008 visitando a los Académicos de Atlas con empate de 1-1.
El 2 de diciembre de 2012 se consagró campeón de la Primera División de México, tras haber ganado la final del Apertura 2012 contra Toluca de la mano del DT Antonio Mohamed.

## Clubes
| Club    | País   | Año         |
| ------- | ------ | ----------- |
| Toluca  | México | 2003 - 2008 |
| Tijuana | México | 2008 - 2017 |

## Estadísticas
- Actualizado el 19 de noviembre de 2017.

| Club                           | Temporada     | Liga  | Liga  | Copa Nacional | Copa Nacional | Copa Internacional | Copa Internacional | Total | Total |
| Club                           | Temporada     | Part. | Goles | Part.         | Goles         | Part.              | Goles              | Part. | Goles |
| ------------------------------ | ------------- | ----- | ----- | ------------- | ------------- | ------------------ | ------------------ | ----- | ----- |
| · Atlético Mexiquense · México | 2003          | 2     | 1     | -             | -             | -                  | -                  | 2     | 1     |
| · Atlético Mexiquense · México | 2003/04       | 20    | 0     | -             | -             | -                  | -                  | 20    | 0     |
| · Atlético Mexiquense · México | 2004/05       | 5     | 1     | -             | -             | -                  | -                  | 5     | 1     |
| · Atlético Mexiquense · México | 2005/06       | 35    | 1     | -             | -             | -                  | -                  | 35    | 1     |
| · Atlético Mexiquense · México | 2006/07       | 32    | 1     | -             | -             | -                  | -                  | 32    | 1     |
| · Atlético Mexiquense · México | 2007/08       | 23    | 1     | -             | -             | -                  | -                  | 23    | 1     |
| · Atlético Mexiquense · México | Total         | 117   | 5     | -             | -             | -                  | -                  | 117   | 5     |
| Deportivo Toluca · México      | 2004/05       | 13    | 0     | -             | -             | -                  | -                  | 13    | 0     |
| Deportivo Toluca · México      | 2005          | 1     | 0     | -             | -             | -                  | -                  | 1     | 0     |
| Deportivo Toluca · México      | Total         | 14    | 0     | -             | -             | -                  | -                  | 14    | 0     |
| Club Tijuana · México          | 2008/09       | 38    | 1     | -             | -             | -                  | -                  | 38    | 1     |
| Club Tijuana · México          | 2009/10       | 26    | 2     | -             | -             | -                  | -                  | 26    | 2     |
| Club Tijuana · México          | 2010/11       | 26    | 0     | -             | -             | -                  | -                  | 26    | 0     |
| Club Tijuana · México          | 2011/12       | 20    | 0     | -             | -             | -                  | -                  | 20    | 0     |
| Club Tijuana · México          | 2012/13       | 35    | 0     | -             | -             | 9                  | 0                  | 44    | 0     |
| Club Tijuana · México          | 2013/14       | 28    | 0     | -             | -             | 4                  | 0                  | 32    | 0     |
| Club Tijuana · México          | 2014/15       | 32    | 0     | 3             | 0             | -                  | -                  | 35    | 0     |
| Club Tijuana · México          | 2015/16       | 33    | 0     | 3             | 0             | -                  | -                  | 36    | 0     |
| Club Tijuana · México          | 2016/17       | 26    | 0     | 6             | 0             | -                  | -                  | 32    | 0     |
| Club Tijuana · México          | 2017          | 7     | 0     | 4             | 1             | -                  | -                  | 11    | 1     |
| Club Tijuana · México          | Total         | 271   | 3     | 16            | 1             | 13                 | 0                  | 300   | 4     |
| Total carrera                  | Total carrera | 402   | 8     | 16            | 1             | 13                 | 0                  | 431   | 9     |

## Palmarés

### Campeonatos nacionales
| Título           | Club         | País   | Año  |
| ---------------- | ------------ | ------ | ---- |
| Torneo Apertura  | Club Tijuana | México | 2010 |
| Final de Ascenso | Club Tijuana | México | 2011 |
| Torneo Apertura  | Club Tijuana | México | 2012 |

### Campeonatos internacionales
| Título            | Club             | País   | Año  |
| ----------------- | ---------------- | ------ | ---- |
| Copa de Campeones | Deportivo Toluca | México | 2003 |